# Elvira (Rebsorte)
Elvira ist eine Weißweinsorte amerikanischen Ursprungs. Es handelt sich vermutlich um eine natürliche Kreuzung aus den Sorten Taylor (Vitis rupestris x Vitis aestivalis?) und Martha? (Variante der Vitis-labrusca-Rebe Concord). Sie wurde 1862 von Jacob Rommel in einem Weinberg bei Morrison in Missouri selektiert und ab 1863 ausgepflanzt. Seine erste Ernte konnte Rommel im Jahr 1869 einfahren, und bereits früh wurde Elvira nach Europa gebracht.
Trauben der Sorte Elvira haben eine sehr dünne, fast durchsichtige Beerenhaut. Wegen ihrer ausgeprägten Resistenz gegen Reblaus und Mehltau (Echter Mehltau und Falscher Mehltau der Weinrebe) wird sie auch unveredelt als Direktträger angebaut und ergibt säurebetonte Weißweine mit einem Fox-Ton. Elvira wird im südlichen Burgenland (Österreich) zur Herstellung der lokalen Spezialität Uhudler benutzt, man findet die Rebsorte aber auch in Brasilien, Ungarn und der Ukraine. In den Vereinigten Staaten wurden kleine Bestände in Illinois und New York erhoben.